# 胪岗镇
23°13′N 116°27′E / 23.217°N 116.450°E
胪岗镇是中国广东省汕头市潮南区所辖的一个镇，位于潮南区中部。全镇总面积50.4平方公里，全镇人口共13.81万人，总户数2.40万户。

## 行政区划
- 居民委员会：胪溪、上厝、胪岗、胪新
- 行政村：新庆、泗黄、泗和、溪尾周、四和、新联、新中、新民、上陇林、五丰、后安。[1]

## 交通
- 324国道
- 235省道司神公路
- 236省道陈沙公路